# Kortney Hause
Kortney Paul Duncan Hause (Goodmayes, Londres, Inglaterra, 16 de julio de 1995) es un futbolista británico. Juega de defensa y se encuentra sin equipo tras abandonar el Aston Villa F. C.

## Trayectoria

### Wycombe Wanderers
Hause firmó con el juvenil del Wycombe Wanderers en febrero de 2012 luego de salir de la Academia del West Ham United.
Su primer contrato profesional con el club fue en julio de 2012 y debutó con el primer equipo el 3 de noviembre de 2012 contra el Crewe Alexandra en la FA Cup.

### Wolverhampton Wanderers
El 31 de enero de 2014 fichó por el Wolverhampton Wanderers por dos años y medio.
En julio de 2014 el jugador se fue a préstamo al Gillingham de la League One hasta enero de 2015. Anotó su primer gol para el Gillingham el 19 de agosto contra el Swindon Town. Aunque su préstamo solo duró hasta noviembre de 2014, registró 17 partidos jugados para los Gills.
Debutó con los Wolves el 13 de diciembre de 2014 en la victoria por 1-0 contra el Sheffield Wednesday.
Renovó con el club hasta 2021 en abril de 2018. El 7 de enero de 2019 fue cedido con opción de compra hasta final de temporada al Aston Villa. El 17 de junio de 2019 este se hizo con el jugador en propiedad.
El 22 de agosto de 2022 fue cedido al Watford F. C. con el objetivo de ayudar al equipo a intentar volver a la Premier League tras el descenso de la campaña anterior.

## Selección nacional
Ganó el Torneo Esperanzas de Toulon de 2016 con la selección sub-21 de Inglaterra.

## Estadísticas

### Clubes
Actualizado al último partido disputado el 17 de septiembre de 2022.
| Club                                     | Div.          | Temporada     | Liga  | Liga  | Copas nacionales | Copas nacionales | Copas internacionales | Copas internacionales | Total | Total |
| Club                                     | Div.          | Temporada     | Part. | Goles | Part.            | Goles            | Part.                 | Goles                 | Part. | Goles |
| ---------------------------------------- | ------------- | ------------- | ----- | ----- | ---------------- | ---------------- | --------------------- | --------------------- | ----- | ----- |
| Wycombe Wanderers F. C. Inglaterra       | 4.ª           | 2012-13       | 9     | 1     | 2                | 0                | —                     | —                     | 11    | 1     |
| Wycombe Wanderers F. C. Inglaterra       | 4.ª           | 2013-14       | 14    | 1     | 6                | 0                | —                     | —                     | 20    | 1     |
| Wycombe Wanderers F. C. Inglaterra       | Total club    | Total club    | 23    | 2     | 8                | 0                | 0                     | 0                     | 31    | 2     |
| Gillingham F. C. Inglaterra              | 3.ª           | 2014-15       | 14    | 1     | 3                | 0                | —                     | —                     | 17    | 1     |
| Gillingham F. C. Inglaterra              | Total club    | Total club    | 14    | 1     | 3                | 0                | 0                     | 0                     | 17    | 1     |
| Wolverhampton Wanderers F. C. Inglaterra | 2.ª           | 2014-15       | 17    | 0     | —                | —                | —                     | —                     | 17    | 0     |
| Wolverhampton Wanderers F. C. Inglaterra | 2.ª           | 2015-16       | 25    | 0     | 2                | 0                | —                     | —                     | 27    | 0     |
| Wolverhampton Wanderers F. C. Inglaterra | 2.ª           | 2016-17       | 24    | 2     | 6                | 0                | —                     | —                     | 30    | 2     |
| Wolverhampton Wanderers F. C. Inglaterra | 2.ª           | 2017-18       | 1     | 0     | 3                | 0                | —                     | —                     | 4     | 0     |
| Wolverhampton Wanderers F. C. Inglaterra | 1.ª           | 2018-19       | 0     | 0     | 2                | 0                | —                     | —                     | 2     | 0     |
| Wolverhampton Wanderers F. C. Inglaterra | Total club    | Total club    | 67    | 2     | 13               | 0                | 0                     | 0                     | 80    | 2     |
| Aston Villa F. C. Inglaterra             | 2.ª           | 2018-19       | 12    | 1     | —                | —                | —                     | —                     | 12    | 1     |
| Aston Villa F. C. Inglaterra             | 1.ª           | 2019-20       | 18    | 1     | 6                | 0                | —                     | —                     | 24    | 1     |
| Aston Villa F. C. Inglaterra             | 1.ª           | 2020-21       | 7     | 1     | 3                | 0                | —                     | —                     | 10    | 1     |
| Aston Villa F. C. Inglaterra             | 1.ª           | 2021-22       | 7     | 1     | 2                | 0                | —                     | —                     | 9     | 1     |
| Watford F. C. Inglaterra                 | 2.ª           | 2022-23       | 3     | 0     | 0                | 0                | —                     | —                     | 3     | 0     |
| Watford F. C. Inglaterra                 | Total club    | Total club    | 3     | 0     | 0                | 0                | 0                     | 0                     | 3     | 0     |
| Aston Villa F. C. Inglaterra             | 1.ª           | 2023-24       | 0     | 0     | 0                | 0                | 0                     | 0                     | 0     | 0     |
| Aston Villa F. C. Inglaterra             | 1.ª           | 2024-25       | 0     | 0     | 0                | 0                | 0                     | 0                     | 0     | 0     |
| Aston Villa F. C. Inglaterra             | Total club    | Total club    | 44    | 4     | 11               | 0                | 0                     | 0                     | 55    | 4     |
| Total carrera                            | Total carrera | Total carrera | 151   | 9     | 35               | 0                | 0                     | 0                     | 186   | 9     |
| 1.                                       |               |               |       |       |                  |                  |                       |                       |       |       |